# معمای کاسپار هاوزر
«معمای کاسپار هاوزر» (آلمانی: Jeder für sich und Gott gegen alle) فیلمی در ژانر زندگینامه‌ای و درام به کارگردانی ورنر هرتسوک است که در سال ۱۹۷۴ منتشر شد. از بازیگران آن می‌توان به راینهارد هاوف اشاره کرد.